# Tragovi: Revista de temas serbios y croatas
Tragovi: Revista de temas serbios y croatas (en serbocroata: Tragovi: časopis za srpske i hrvatske teme / Трагови: часопис за српске и хрватске теме, en inglés: Footprints: Journal for Serbian and Croatian studies) es una publicación académica revisada por pares que trata temas serbios y croatas fundado en 2018. Es editada por la Consejo Nacional Serbio y Archivo de Serbios en Croacia en serbocroata e resumen en inglés.